# 南53線
 南53線，「德安寮～美和」線，是位於臺南市的一條區道，北起臺南市學甲區宅港里德安寮東側，南至臺南市學甲區豐和里頂草坔，全長 2.773 公里。

## 行經行政區域
臺南市
- 學甲區

## 沿線景點及寺廟
- 南53線沿線：
  - 學甲區：

## 連接道路
- 南53線沿線可連接以下公路：
  - 台19線（本區道起點）
  - 市道171號（本區道終點）
  - 市道174號
  - 南7線（鄰近本區道起點）